# Ricardo Bralo

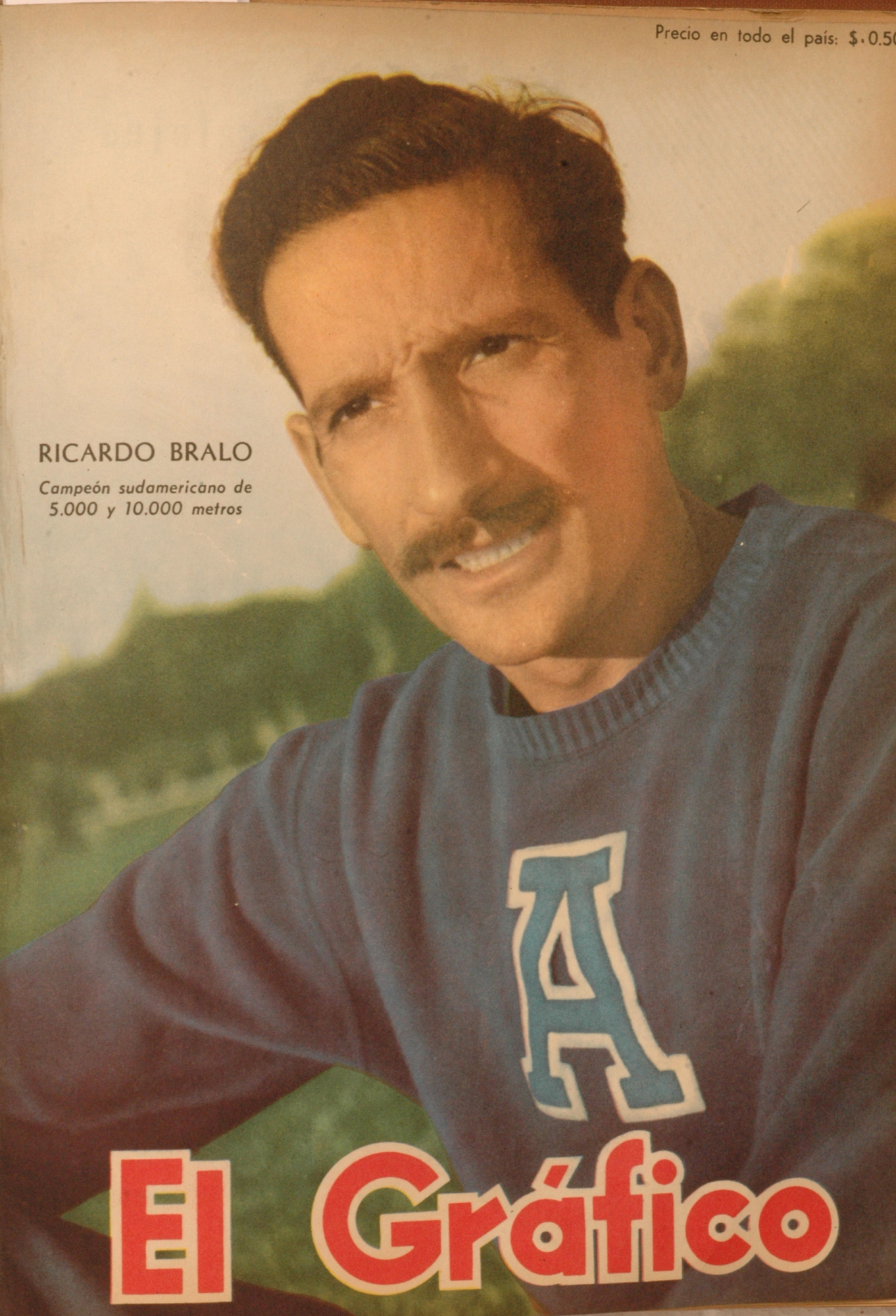
Ricardo Bralo

Ricardo Bralo (Ricardo Armando Bralo Gil; * 28. August 1916 in Buenos Aires) ist ein ehemaliger argentinischer Langstreckenläufer.
Bei den Südamerikameisterschaften 1947 in Rio de Janeiro siegte er über 3000 Meter.
1948 startete er bei den Olympischen Spielen in London über 10.000 Meter; seine Platzierung ist nicht überliefert.
1949 in Lima wurde er Südamerikameister über 5000 und 10.000 Meter. Bei den Panamerikanischen Spielen 1951 in Buenos Aires siegte er über 5000 Meter und gewann Silber über 10.000 Meter.
Seine persönliche Bestzeit über 10.000 Meter von 31:09,0 min stellte er am 22. November 1947 in Buenos Aires auf.